# Richter (EP)
Richter è il primo EP del gruppo pop punk/ska punk statunitense Goldfinger, pubblicato il 1º febbraio 1995 da Mojo Records. Tutte le tracce contenute in questo EP sono state in seguito registrate per il disco di debutto Goldfinger.

## Tracce
1. Here in My Bedroom – 3:10
2. Anything – 2:09
3. Minds Eye – 2:09
4. Miles Away – 1:56
5. I Believe – 2:29
6. Fuck You and Your Cat – 1:18

## Formazione
- John Feldmann - voce, chitarra
- Charlie Paulson - chitarra
- Simon Williams - basso
- Darrin Pfeiffer - batteria